# マニー・パーラ
マニュエル・アレックス・パーラ（Manuel Alex Parra, 1982年10月30日 - ）は、アメリカ合衆国・カリフォルニア州サクラメント出身のプロ野球選手（投手）。左投左打。

## 経歴

### プロ入りとブルワーズ時代
2001年のMLBドラフト26巡目（全体778位）でミルウォーキー・ブルワーズから指名され、2002年5月27日に入団。
2007年は開幕をAA級ハンツビル・スターズで迎え、13試合で7勝3敗・防御率2.63を記録し、AAA級ナッシュビル・サウンズへ昇格。ナッシュビルでは4試合で3勝1敗・防御率1.74を記録し、6月25日のラウンドロック・エクスプレス戦では完全試合を達成。ベン・シーツの故障者リスト入りとクリス・スパーリングの忌引きリスト入りに伴い、メジャーへ昇格。7月20日のサンフランシスコ・ジャイアンツ戦でメジャーデビューを果たした。8月30日のシカゴ・カブス戦で4回にバントをした際に親指の打撲により故障者リスト入り。9月21日に故障から復帰したが、メジャーで登板することなく、9試合の登板で0勝1敗・防御率3.76の成績でシーズンを終えた。
マイナーリーグでの活躍によりブルワーズ傘下の最優秀マイナー投手に選出され、2008年は先発ローテーション入りが有力視された。スプリングトレーニングでは最初の4試合で防御率0.64を記録したが、その後の2試合で13失点と不調だったが、開幕ローテーション入りを果たした。制球が安定した6月には5勝0敗・防御率2.59を記録し、ベン・シーツに次ぐ存在となった。7月以降は2勝は2勝しか挙げられず、10勝8敗・防御率4.39の成績でシーズンを終えた。また、17暴投はリーグワーストで球団史上ワーストとなった。パーラ本人はこの制球難の原因を「少しでも打たれると考えすぎてしまった。打者に適応しようと必要以上にいろいろ考えてしまった」と分析している。
2009年は4月を4戦4敗で終え、シーズン初勝利は6試合目の登板となった5月6日のシンシナティ・レッズ戦となった。制球難のため、シーズン半ばにはAAA級ナッシュビルへ降格した。後半戦は防御率5.93だったが、8勝3敗を記録し、最終的には防御率6.36・11勝11敗の成績でシーズンを終えた。
2010年6月6日セントルイス・カージナルス戦にてMLB史上52人目となる1イニング4奪三振を記録。
2011年は全休するも、年俸120万ドルの1年契約でブルワーズと契約を延長した。
2012年11月30日にFAとなった。

### レッズ時代
2013年2月1日にレッズと年俸100万ドルの1年契約で合意。オフの10月31日にFAとなったが、11月27日に総額550万ドルの2年契約で残留したと報道された。
2015年11月2日にFAとなった。

### レッズ退団後
2016年2月22日にカブスとマイナー契約を結んだが、4月4日に自由契約となった。この年はプレーしなかった。
2017年1月27日にカブスと再びマイナー契約を結んだが、6月25日に解雇となる。7月31日に独立リーグ・アトランティックリーグのブリッジポート・ブルーフィッシュと契約。
2018年2月27日にサンフランシスコ・ジャイアンツとマイナー契約を結んだ。オフの11月2日に自由契約となった。
2019年6月1日にメキシカンリーグのユカタン・ライオンズと契約した。
2021年3月11日にメキシカンリーグのグアダラハラ・マリアッチスと契約したが、7月8日にMLBの40人枠に相当するリザーブリストから外され、21日にユカタン・ライオンズに復帰した。

## 詳細情報

### 年度別投球成績
| 年 度     | 球 団     | 登 板 | 先 発 | 完 投 | 完 封 | 無 四 球 | 勝 利 | 敗 戦 | セ 丨 ブ | ホ 丨 ル ド | 勝 率 | 打 者 | 投 球 回 | 被 安 打 | 被 本 塁 打 | 与 四 球 | 敬 遠 | 与 死 球 | 奪 三 振 | 暴 投 | ボ 丨 ク | 失 点 | 自 責 点 | 防 御 率 | W H I P |
| --------- | --------- | ----- | ----- | ----- | ----- | -------- | ----- | ----- | -------- | ----------- | ----- | ----- | -------- | -------- | ----------- | -------- | ----- | -------- | -------- | ----- | -------- | ----- | -------- | -------- | ------- |
| 2007      | MIL       | 9     | 2     | 0     | 0     | 0        | 0     | 1     | 0        | 1           | .000  | 116   | 26.1     | 25       | 1           | 12       | 0     | 2        | 26       | 1     | 0        | 13    | 11       | 3.76     | 1.41    |
| 2008      | MIL       | 32    | 29    | 0     | 0     | 0        | 10    | 8     | 0        | 0           | .556  | 741   | 166.0    | 181      | 18          | 75       | 1     | 2        | 147      | 17    | 2        | 91    | 81       | 4.39     | 1.54    |
| 2009      | MIL       | 27    | 27    | 0     | 0     | 0        | 11    | 11    | 0        | 0           | .500  | 671   | 140.0    | 179      | 19          | 77       | 5     | 1        | 116      | 4     | 1        | 108   | 99       | 6.36     | 1.83    |
| 2010      | MIL       | 42    | 16    | 0     | 0     | 0        | 3     | 10    | 0        | 0           | .231  | 560   | 122.0    | 135      | 18          | 63       | 3     | 3        | 129      | 14    | 1        | 76    | 68       | 5.02     | 1.62    |
| 2012      | MIL       | 62    | 0     | 0     | 0     | 0        | 2     | 3     | 0        | 9           | .400  | 273   | 58.2     | 62       | 3           | 35       | 2     | 3        | 61       | 6     | 0        | 39    | 33       | 5.06     | 1.65    |
| 2013      | CIN       | 57    | 0     | 0     | 0     | 0        | 2     | 3     | 0        | 16          | .400  | 188   | 46.0     | 40       | 5           | 15       | 0     | 1        | 56       | 4     | 0        | 18    | 17       | 3.33     | 1.20    |
| 2014      | CIN       | 53    | 0     | 0     | 0     | 0        | 0     | 3     | 1        | 16          | .000  | 164   | 36.2     | 39       | 4           | 18       | 1     | 1        | 34       | 2     | 0        | 20    | 19       | 4.66     | 1.55    |
| 2015      | CIN       | 40    | 0     | 0     | 0     | 0        | 1     | 2     | 0        | 6           | .333  | 130   | 32.1     | 32       | 2           | 6        | 1     | 0        | 23       | 1     | 0        | 15    | 14       | 3.90     | 1.18    |
| 通算：8年 | 通算：8年 | 322   | 74    | 0     | 0     | 0        | 29    | 41    | 1        | 48          | .414  | 2843  | 628.0    | 623      | 70          | 301      | 13    | 13       | 592      | 49    | 4        | 380   | 342      | 4.90     | 1.58    |

- 2015年度シーズン終了時
- 各年度の太字はリーグ最高

### 背番号
- 43（2007年 - 2008年、2013年 - 2015年）
- 26（2009年 - 2012年）